# Oz Almog
Oz Almog, né le 15 avril 1956, à Kfar Saba en Israël, est un artiste israélien et autrichien.

## Biographie
Oz Almog naî dans une famille d’immigrés juifs russes/ukrainiens (Avrutzki) et roumains /russes (Abramovich). Après avoir étudié la peinture classique et avoir effectué le service militaire dans l’armée israélienne, il suit les cours à l'académie de Vienne.

## Œuvres
Le travail artistique de Oz Almog est confrontatif et provoquant. Dans les années 1980, comme étudiant de l’académie des beaux-arts en Autriche, Almog avait pris une part très active en coulisses dans la culture underground en Europe. Dans les années 1990, il traitait de divers sujets complexes tels que la sexualité humaine, l’idéologie totalitaire, le consumérisme et le terrorisme. En 1994, son exposition La naissance du Mythe (titre allemande Geburt eines Mythos) avait eu lieu au WUK, le centre artistique et culturel alternatif à Vienne. 
Le centre avait été transformé en sanctuaire avec les drapeaux et le sol parsemé de fleurs. Almog avait fait des autoportraits dans le style de l’art Nazi, du classicisme et du réalisme social, en se présentant sur les portraits comme le souverain et le sauveur, comme une figure divine, nu et musclé d’une manière provocante, ou bien comme un agitateur fougueux ou tout simplement comme un Sturmpioniere d’un regard ardent, portant la ceinture en cuir et les bottes militaires nommé jackboots. L’exposition présentée en 1995, Le Psychonaute et e Navigateur de son esprit, comprenait 360 peintures à l’huile; la plupart des peintures étaient des autoportraits dans le style des couvertures de pulp magazines. 
L’artiste présentait lui-même comme un vampire lascif salivant après une belle blonde, le gangster utilisant le revolver, le jouet un extraterrestre, ou bien comme un acteur de films pornographiques monstrueusement doté. Cette même année, Oz Almog avait entamé le projet En Face – Not seen and/or less seen of/by, en reconstruisant les  images des artistes visuels connus, utilisant une collection originale des modèles interchangeables des traits du visage da la Police fédérale autrichienne des années 1970. Cette dernière a été suivie par des expositions conceptuelles: Blok Brut (morts autoérotique) et Blood Addict - Bloody scenes of Murder (Scènes sanglantes de meurtre), présentées en 1997 dans le Musée Janco Dada en Israël, et Shaheed (les phénomènes des attentats-suicides) dans la galerie d’art Limbus, à Tel Aviv. Il s’agit d’une série de photographies authentiques de police soigneusement sélectionnées, les photos présentant des étranglements fatales autoérotiques, les extraits de photos de scènes de la crime, métamorphosées avec le sang reel en compositions abstraites claires et obscures.

### Lui aussi?
Avec son exposition Lui aussi...??: Le chronique de l’obsession culturelle, Oz Almog confronte les visiteurs avec la question suivante: qu’est-ce que Anne Frank et Jésus-Christ, Bob Dylan et Fred Astaire,Spock et Albert Einstein, Frida Kahlo et Madeleine Albright pourront-ils avoir en commun. Dans plus de 400 portraits à l’huile de petite taille, chacun accompagné par une courte biographie, Oz Almog regroupe les héros flamboyants et les antihéros dont la seule dénomination commune est leur origine juive: ce sont les noms tels que Baruch Spinoza, Jack Ruby, Bob Dylan et Rosa Luxemburg.
Montrant l’opposition à l’image de l'eugénisme raciste du Visage Juif et soulignant la diversité, Almog avait choisi les personnalités représentées dans la Bible, celles présentées dans les contes héroïques et mythiques, les lauréats du prix Nobel, les politiciens et les soldats, les humanistes, les personnages célèbres de Hollywood, les saints, les monstres, les gangsters et les assassins – les gens qui créaient l’histoire: Albert Einstein côtoie le créateur de mode Ralph Lauren, le sex symbol Hedy Lamarr avec l’écrivain Franz Kafka, l’actrice Winona Ryder avec rabbin Abraham Isaac Kook, le réalisateur Stanley Kubrick avec le gangster Benjamin “Bugsy” Siegel, Meyer Lansky avec les musiciens de rock Gene Simmons, Paul Stanley et Lenny Kravitz. Ils y sont présentés également de nombreuses personnes célèbres locales telles que Leonard Cohen, le musicien de rock Marc Bolan, le réalisateur et producteur Sir Alexander Korda, le politicien Benjamin Disraeli et beaucoup d’autres[8][9]. Après avoir été présentée dans le Musée Juive à Vienne en 1999, l’exposition avait voyagé presque 10 ans et avait été présentée à Tel Aviv, Berlin, Londres, Amsterdam, Rendsburg, Budapest, Belgrade, Sarajevo, Subotica et beaucoup d’autres villes européennes,.

### Les expositions 2000-2001
Aktion T-4: Opera Euthanasia, la part de l’exposition commémorative dans le Musée fédéral de Haute-Autriche à Linz en 2000, présentée comme une chambre d’enfants avec plus de 350 peintures des Nazis célèbres, des tueurs en série et autres criminels ; l’exposition avait provoquée à nouveau une réaction publique massive. Wiener en face – Portraits of Careers (Viennese en face – Portraits of Careers), avec 350 peintures des personnes célèbres viennoises, a été présentée à partir d'octobre 2000 jusqu’au mois d'avril 2001 dans la Villa Hermès (part du Musée Historique de la ville de Vienne). Cette dernière a été suivie de Vers la Lumière de l’Aube– les héros juifs de l’Union soviétique (Towards the light of Dawn - Heroes of the Soviet Union). Avec cette exposition Oz Almog avait essayé de découvrir ce qu’il considère comme l’histoire répressive de 500 000 Juifs qui luttaient dans l’armée soviétique – un tiers de 1.5 million de soldats juifs de toutes les nations alliées.

### Kosher Nostra
Dans l’exposition Kosher Nostra. Les Gangsters juifs en Amérique 1890–1980 Oz Almog avait créé une compilation impressionnante de documents d’une époque entière de crimes commis par les gangsters juifs. À travers des photos, des articles de journal et des documents officiels, il avait montré comment les criminels tels que Meyer Lansky, Benjamin Bugsy Siegel, et  Louis Lepke Buchalter avait une ferme influence au développement du crime organisé en Amérique. Kosher Nostra, présentée en  2004-2005  dans le Musée juif à Vienne, avec plus de 160 portraits à l’huile réalistes, où la plupart des personnages a été présentée de face et de profil. Chaque "photo d’identité judiciaire’’ est accompagnée d’une courte biographie, ce qui a créé deux livres avec plus de 1 000 pages.

### Depuis 2004
En 2004 Oz Almog avait présenté son installation d’art Les couleurs de la guerre. Camouflage a été exposé dans le Musée des meubles impériales à Vienne, exposant les meubles authentiques des empereurs austro-hongrois, rénovées de tissus de camouflage militaire. Le Culte du Guerrier a été exposée dans le Musée juif avec des peintures à l’huile avec le mosaïque des insignes d’epaules. En 2007 et 2008 un certain nombre d’artistes internationaux ont joint Almog dans le projet Judaica Kid’s Box, ; ils ont relevé le défi de présenter la tradition juive, les concepts, le symbolisme, la pensée et l’enseignement dans une forme accessible aux enfants. La présentation colorée et amusant a été désigné d’assurer la compréhension de l’importance de l’alphabet juif de la part des enfants ainsi que des enfants  adultes. 